# Fonsy Grethen
Fonsy Grethen (* 20. September 1960 in Luxemburg) ist ein luxemburgischer Karambolagespieler. Er ist insgesamt achtfacher Weltmeister und dreizehnfacher Europameister in verschiedenen Disziplinen des Karambolagebillards.

## Karriere
Seinen ersten großen Titel errang er 1981 bei Cadre-47/1-Europameisterschaft. Im selben Jahr schaffte er es zudem ins Finale der Cadre-71/2-Europameisterschaft, in dem er jedoch Christ van der Smissen aus den Niederlanden unterlag. Aufgrund dieser Leistungen wurde er 1981 auch zum Luxemburgischen Sportler des Jahres gewählt.
Sein nächster großer Titel war 1985 der Sieg bei der Cadre-71/2-EM. Ein Jahr später gewann er die Freie Partie-Europameisterschaft und wurde zum zweiten und, bis dato, letzten Mal Sportler des Jahres in Luxemburg. 1987 gewann er mit der Cadre-47/1-Weltmeisterschaft seine erste WM (und ist in dieser Disziplin wohl ewiger amtierender Weltmeister, da diese WM seit 1987 nicht mehr ausgetragen wird). Im selben Jahr verteidigte er zudem seinen EM-Titel im Cadre 71/2, da 1986 keine EM stattfand.
1990 konnte er gleich vier Europameistertitel gewinnen, und zwar erneut bei der Cadre-71/2-EM, der Cadre-47/1-EM und der Freie-Partie-EM sowie erstmals im bei der Cadre-47/2-EM. 1991 schaffte er sofort die Titelverteidigung der Cadre-47/2-EM. 1993 wurde er gleich doppelter Weltmeister durch Siege bei der Einband-Weltmeisterschaft und der Cadre-71/2-Weltmeisterschaft. Im Jahr darauf wurde er, nach vielen vorderen Plätzen in den Jahren zuvor, das erste Mal Europameister im Einband.
1999 folgten noch einmal drei weitere EM-Titel im Cadre 71/2, Einband und der Freien Partie. Seinen bis dato letzten großen Titel errang er 2001 mit dem Gewinn der Fünfkampf-Weltmeisterschaft.